# Furi-támadás
A Furi-támadás (eredeti cím: Jack-Jack Attack) 2005-ben bemutatott öt perces, animációs rövidfilm a Pixar-tól, amely A Hihetetlen családon alapszik. Ellentétben a legtöbb korábbi rövidfilmjükkel, ez nem kapott mozibemutatót, de a fenti film DVD-kiadásán megtalálható. A kisfilm ötlete egy olyan jelenetből származik, amelyet magában foglal A Hihetetlen család cselekménye, de a végső változatból kimaradt, s végül kibővült e film formájában. A magyar szinkronváltozata is megjelent.

## Történet
Ez a rövidfilm a szuperhős Parr család legifjabb tagjáról, Furiról szól. A Hihetetlen családból a néző tudhatja, hogy Furi bébiszitterének nehézségei akadtak a kicsivel, miután telefonon beszélt Helen Parr-ral (azaz Nyúlánykával). A kisfilm innen folytatódik, s addig tart, míg Szilánk betoppan a Parr-házba s megpróbálja elrabolni Furit.
A film azzal kezdődik, hogy a bébiszitter tapasztalatairól mesél Rick Spendernek, a szuperhősöket őrző ügynökség ügynökével a felvigyázással kapcsolatban. Az elkövetkezendőkben azt láthatjuk, amit a bébiszitter mesél Spender ügynöknek.
A Hihetetlen család cselekménye alatt mindenki úgy véli, Furinak nincsenek képességei. Apja szupererős, anyja szupernyúlékony. Nővére, Illana energiamezők létrehozására képes és láthatatlanná tud válni. Bátyja, Will pedig szupergyors. Furi mindezek ellenére normális babának tűnik. Mindez megváltozik, mialatt a bébiszitterrel van.
Röviddel azután, hogy Laurie, a bébiszitter leteszi a telefonkagylót, Furi elkezdi kimutatni szuperképességeit. Mialatt ezt teszi, Laurie teljesen kikészül. Furi szórakozik vele, játszodozik újonnan felfedezett, számtalan képességével. Gyorsan túltesz Laurie teherbírásán.
Laurie megpróbáltatásának vége szakad, mikor Szilánk feltűnik Parrék házában, mondván, segíteni küldték (amit a ruháján virító "S"-sel bizonygat) és leváltani Laurie-t. A lány hálásan nyújtja neki át Furit, majd lelép.
A rövidfilm azzal végződik, hogy Spender ügynök törli Laurie memóriáját.
A nézők sosem tudják meg pontosan, hányféle erővel rendelkezik Furi, de bizonyos, hogy sokkal tehetségesebb családja összes tagjánál.

## Képességek
Furi erői, melyeket ebben a kisfilmben és A Hihetetlen családban láthattunk, jópár képregényhős képességeire emlékeztetnek:
- Lebegés/repülés: Superman (DC Comics); Jean Grey: (Marvel Comics: X-Men); és még több más szereplő.
- Teleportáció: Árnyék (Marvel Comics: X-Men)
- Falon áthatolási képesség: Kitty Pryde (Marvel Comics: X-Men); Marsbéli Vadász (DC Comics)
- Tűzállóság: Fáklya (Marvel Comics: Fantasztikus Négyes)
- Optikai lézer kilövése: Superman (DC Comics); Küklopsz (Marvel Comics: X-Men).
- Fémtranszformáció: Kolosszus (Marvel Comics: X-Men)
- Szörnytranszformáció: Több szuperhős, kiemelendő a Hulk.
- Szupererő: Superman (DC Comics); Buldózer (Marvel Comics: X-Men); és több más szereplő.
- Telekinézis: Jean Grey (Marvel Comics: X-Men)
- Felszínhez tapadás: Pókember (Marvel Comics)
- Többféle képesség: Superman (DC Comics); Franklin Richards (Marvel Comics: Fantasztikus Négyes)

Ezen erőket látszólag akkor képes használni, ha épp szüksége van rájuk.

## Érdekességek
- Laurie a telefonba azt mondja Helen Parrnak A Hihetetlen családban, hogy "Hoztam Mozartot, hogy hallgassa amíg alszik, mert a szakértők azt mondják, Mozarttól a babák okosabbak lesznek". " A Furi-támadásban a lemez, amit hallunk, Mozart Rondo alla turca-ja.
- A zene, amit hallunk, mikor Furi először kezd lángolni, illetve a végefőcím alatt, a Dies Irae Mozart Requiemjéből.
- A hírhedt Pixar-labda (sárga labda kék csíkkal és piros csillaggal) észrevehető Furi játékai között.
- A film DVD borítójának változatán, Furi előkéjén észrevehető Némó, a kis bohóchal, a Némó nyomábanból.

## Szereplők
| Szereplő     | Eredeti hang        | Magyar hang        |
| ------------ | ------------------- | ------------------ |
| Laurie       | Bret „Brook” Parker | Bogdányi Titanilla |
| Rick Spender | Bud Luckey          | Vass Gábor         |
| Furi         | Eli Fucile          | saját hangján      |
| Öcsi/Szilánk | Jason Lee           | Jáksó László       |